# Ambrož
Ambrož je mužské jméno řeckého původu. Vzniklo z řeckého přídavného jména ambrosiao. Vykládá se jako božský či nesmrtelný. Ambrózie je božský pokrm.
Podle českého občanského kalendáře má svátek 7. prosince.

## Domácí podoby
Ambrožek, Ambrožík, Ambrouš, Ambroušek, Ambřík, Brož, Brožek, Brožík

## Statistické údaje
Následující tabulka uvádí četnost jména v ČR a pořadí mezi mužskými jmény ve srovnání dvou roků, pro které jsou dostupné údaje MV ČR – lze z ní tedy vysledovat trend v užívání tohoto jména:
| Rok       | Četnost  | Pořadí    |
| 1999      | 86       | 371.      |
| 2002      | 80       | 381.      |
| Porovnání | o 6 méně | o 10 hůře |
| 2006      | 63       | 656.      |
| 2013      | 48       | 1423.     |

Změna procentního zastoupení tohoto jména mezi žijícími muži v ČR (tj. procentní změna se započítáním celkového úbytku mužů v ČR za sledované tři roky 1999–2002) je −6,3 %.

## Ambrož vjiných jazycích
- Slovensky: Ambróz
- Rusky: Amvrosij
- Polsky: Ambroży
- Maďarsky: Ambrus
- Italsky: Ambrogio
- Francouzsky: Ambroise
- Španělsky: Ambrosio
- Latinsky: Ambrosius
- Anglicky: Ambrose
- Německy: Ambros nebo Ambrosius

## Známí nositelé jména
- Svatý Ambrož
- Ambrož z Hradce – husitský kněz
- Ambrož z Ottersdorfu – český šlechtic a právník
- Ambrož z Vratislavi – český františkán
- Ambrož Bečička – český cisterciák a opat kláštera v Lilienfeldu
- Ambrose Bierce – americký spisovatel
- Ambrogio Maestri – italský operní pěvec
- Ambrož Milan Matějíček – český římskokatolický kněz
- Ambrož Lev Ondrák – česko-americký římskokatolický kněz
- Ambros Rieder – rakouský skladatel
- Ambrož Augustin Tauchman – český varhanář
- Ambrož Telčský – český římskokatolický kněz

## Příjmení
Ambrož se vyskytuje rovněž jako příjmení.
- viz Ambrož (příjmení)